# Hunger (film 2008)
Hunger è un film del 2008 diretto da Steve McQueen, vincitore della Caméra d'or per la miglior opera prima del 61º Festival di Cannes e dell'European Film Awards per la miglior rivelazione - Prix Fassbinder.
Il film ricostruisce il trattamento riservato ai prigionieri politici nel carcere di Long Kesh, nell'Irlanda del Nord. Protagonista delle vicende narrate è Bobby Sands, esponente della Provisional IRA, che per ottenere il riconoscimento dello status di prigionieri politici per i membri dell'IRA organizzò uno sciopero della fame in cui perse la vita. Prima di ricorrere ad esso i detenuti repubblicani avevano adottato anche altri tipi di protesta, come la blanket protest (cioè il rifiuto di indossare l'uniforme carceraria coprendosi solo con delle coperte) e la dirty protest (rifiuto di radersi, tagliarsi i capelli e di usare i bagni, spargendo i propri escrementi sui muri e rovesciando l'urina nei corridoi).
Nel film vengono inoltre evidenziate la violenza e l'efferatezza con cui le guardie carcerarie malmenarono e torturarono i prigionieri nonché l'incrollabile determinazione e lo spirito di sacrificio del protagonista e degli altri prigionieri, che persero la vita lottando per la causa in cui credevano.

## Trama
Il film inizia con l'agente di custodia Raymond Lohan che si prepara per andare al lavoro: controlla la presenza di bombe sotto la sua auto, veste l'uniforme e ignora il cameratismo dei suoi colleghi. Piccoli scorci della sua giornata si susseguono mentre si nota la presenza di tagli e sangue sulle sue nocche.
Davey Gillian, un nuovo prigioniero attivista dell'IRA, arriva in carcere e viene registrato come "prigioniero non conforme" per il suo rifiuto di indossare l'uniforme: viene quindi rinchiuso nudo con solo una coperta come effetto personale. Il suo compagno di cella, Gerry, ha coperto i muri con le sue feci dal pavimento fino al soffitto. I due si presentano e viene quindi mostrata la loro vita all'interno della cella, una routine spezzata dalle visite da parte dei familiari, durante le quali Sands parla ai suoi genitori ed altri detenuti che scambiano messaggi con i propri visitatori attraverso la bocca. La ragazza di Gerry riesce a passargli una radio dopo averla impacchettata e nascosta all'interno della sua vagina.
Viene poi mostrato il regime della prigione, dove i detenuti vengono uno ad uno rimossi dalle celle e forzati con la violenza a farsi tagliare brutalmente barba e capelli, simboli della "protesta dello sporco". I prigionieri resistono e Sands sputa sul volto di Lohan, che lo colpisce e, tentando di sferrargli un secondo pugno, manca il bersaglio e colpisce il muro, ferendosi le nocche. Lohan taglia barba e capelli a Sands, le guardie carcerarie lo gettano in una vasca e, anche con l'ausilio di uno spazzolone, gli grattano via la sporcizia dal corpo, prima di trascinarlo nuovamente in cella.
Più tardi i prigionieri vengono fatti uscire dalle celle per consegnare loro dei vestiti civili di seconda mano, mentre le loro celle vengono ripulite. Tornati nelle celle, ripulite dagli escrementi con delle idropulitrici, dopo un primo scatto d'ira di Sands, tutti i detenuti lacerano i vestiti e distruggono il mobilio di ogni cella. Vengono chiamati molti agenti anti-sommossa che urlano e battono i propri sfollagente sugli scudi per intimorire i carcerati, che vengono fatti uscire dalle celle e picchiati. Lohan e i colleghi controllano ano e bocche dei detenuti per cercare l'eventuale presenza di messaggi, usando lo stesso paio di guanti per ogni prigioniero. Uno degli agenti viene visto piangere solo, in un'altra stanza, mentre i detenuti vengono picchiati.
In seguito Lohan fa visita alla madre catatonica alla casa di riposo, cerca di parlarle e le porge delle margherite. Un attimo dopo viene ucciso da un colpo di pistola alla nuca, sparato da un combattente dell'IRA, che lascia la casa di riposo senza che nessuno lo fermi.
Sands incontra Padre Dominic Moran e discute lungamente insieme a lui della moralità dello sciopero della fame, spiegandogli con quanta forza egli creda nella propria causa. Sands racconta di un viaggio nel Donegal durante il quale lui e i suoi amici trovarono in riva al fiume un puledro con una zampa spezzata e prossimo alla morte: nessuno voleva porre finire alla sua sofferenza ma Sands prese l'iniziativa e affogò il puledro, finendo nei guai perché venne visto da uno dei preti che accompagnava la gita. Sands è però certo di aver fatto la cosa giusta e di aver guadagnato il rispetto di tutti i compagni per essersi preso l'intera colpa del gesto; spiega quindi a Padre Dominic che sa cosa sta facendo e cosa gli accadrà e questa consapevolezza lo fortifica nella sua decisione.
Il resto del film mostra le sofferenze che Sands prova durante lo sciopero della fame, le piaghe sanguinanti su tutto il corpo, l'insufficienza renale, la bassa pressione sanguigna, le ulcere allo stomaco e l'impossibilità di stare in piedi da solo. Negli ultimi giorni un nuovo infermiere sostituisce quello solito e mentre lui si trova in una vasca gli mostra il tatuaggio che ha sulle nocche, che riporta la sigla UDA. Sands cerca di uscire dalla vasca e rimettersi in piedi; ci riesce raccogliendo tutte le forze che gli restano e fissa con aria di sfida il funzionario, che non lo aiuta nel suo sforzo, per poi cadere a terra, sfinito. Viene quindi riaccompagnato alla sua stanza. I suoi genitori saranno al suo fianco negli ultimi giorni di vita.
Il film si chiude spiegando che Sands, durante lo sciopero, fu eletto membro del Parlamento del Regno Unito per la circoscrizione di Fermanagh e South Tyrone. Nove altri uomini morirono per lo sciopero da lui organizzato, prima che il governo britannico accogliesse le richieste dei detenuti senza riconoscere loro però lo stato di prigionieri politici.

## Distribuzione
Uscito nel 2008, Hunger arriva nelle sale italiane nella primavera del 2012 grazie alla BIM dopo il buon successo di Shame.

## Riconoscimenti
- European Film Awards 2008
  - Prix Fassbinder
- Festival di Cannes 2008
  - Caméra d'or
- British Independent Film Awards 2008
  - Premio Douglas Hickox per il miglior regista esordiente
  - Miglior attore (Michael Fassbender)
  - Miglior contributo tecnico (Sean Bobbitt)

## Curiosità
- Il film presenta svariati piani sequenza: il più lungo dura ben diciassette minuti, seguito da un altro di sette, e mostra il protagonista che parla con un sacerdote confrontando le proprie idee politiche. Liam Cunningham, l'interprete di Padre Dominic, ha rivelato di aver convissuto per un certo periodo con Fassbender e che hanno provato la scena tra le dodici e le quindici volte al giorno; Fassbender ha aggiunto che grazie a tale impegno la scena è stata girata in sole cinque riprese.
- Per interpretare al meglio il ruolo di un Bobby Sands ormai sfinito dallo sciopero della fame, Fassbender ha seguito una dieta con un apporto calorico giornaliero inferiore alle novecento calorie accompagnato da varie attività aerobiche come corsa, salto della corda e yoga ogni giorno per dieci settimane: nonostante le difficoltà nel riposare bene e nel vedere le persone amiche a causa di questo, l'attore si è detto rafforzato e grato per questa esperienza in una intervista al The Telegraph.